# Cornel Zwierlein
Cornel Zwierlein (* 5. August 1973 in Hamburg) ist ein deutscher Historiker und Privatdozent an der Ruhr-Universität-Bochum.

## Leben
Cornel Zwierlein, Sohn des Altphilologen Otto Zwierlein und der Archäologin Erika Zwierlein-Diehl, besuchte das Collegium Josephinum in Bonn bis zum Abitur 1992, studierte Geschichte und Germanistik mit Theaterwissenschaft und Altgriechisch sowie Jura an der LMU München bis zum Magister und Staatsexamen 1998, daneben am CESR in Tours mit dem Abschluss Maîtrise en histoire moderne 1997. Die französisch-deutsche Promotion bei Winfried Schulze und Gérald Chaix mit der Dissertation Discorso und Lex Dei. Die Entstehung neuer Denkrahmen im 16. Jahrhundert und die Wahrnehmung der französischen Religionskriege in Italien und Deutschland erfolgte 2003 summa cum laude. Die Habilitation folgte 2011 mit der Schrift Der gezähmte Prometheus. Zum Verhältnis von Sicherheit und Moderne am Beispiel von Brandgefahr und Feuerversicherung, ca. 1680–1850. Von 2008 bis 2017 war er W1-Professor an der Universität Bochum. 2010 erhielt er den Max-Weber-Preis der Bayerischen Akademie der Wissenschaften.
Seit 2007 war er in verschiedenen Formen Drittmittel-Projektleiter, zumeist von der DFG gefördert. Als Visiting Fellow ging er 2016 an die Harvard University, dann hatte er ein short-term-fellowship am Leverhulme Trust Project Conspiracy & Democracy an der Cambridge University. 2017 wurde er Fellow am Max-Weber-Kolleg für kultur- und sozialwissenschaftliche Studien der Universität Erfurt. Seit 2018 ist er Heisenberg-Stipendiat der DFG, zunächst von April 2018 bis Oktober 2019 an der Universität Bamberg, seit Oktober 2019 per genehmigtem Ortswechsel am Friedrich-Meinecke-Institut der FU Berlin, an dem er bis 31. März 2023 per Wechsel in die Förderlinie Heisenberg-Stelle eine Mitarbeiterstelle in Forschung und Lehre innehatte. Er nominierte einen der Anneliese-Meier-Preisträger der Alexander-von-Humboldt-Stiftung 2018, Alan Mikhail (Yale University), und war sein deutscher Kooperationspartner.

## Schriften (Auswahl)
- Prometheus Tamed. Fire, Security, and Modernities, 1400 to 1900 (= Library of Economic History 13), Brill, Boston/Leiden 2021, ISBN 978-90-04-43122-5.
  - Der gezähmte Prometheus: Feuer und Sicherheit zwischen Früher Neuzeit und Moderne (Umwelt und Gesellschaft, Bd. 3), Vandenhoeck & Ruprecht, Göttingen 2011, ISBN 978-3-525-31708-2.
- Politische Theorie und Herrschaft in der Frühen Neuzeit (Einführungen in die Geschichtswissenschaft. Frühe Neuzeit), UTB, 2020, ISBN 978-3-8252-5439-1.
- The Political Thought of the French League and Rome, 1585–1589. De justa populi gallici ab Henrico tertio defectione and De justa Henrici tertii abdicatione (Jean Boucher, 1589). Droz, Geneva 2016, ISBN 978-2-600-01927-9.
- Imperial Unknowns: The French and British in the Mediterranean, 1650–1750. Cambridge University Press, 2016, ISBN 978-1-316-61750-2.
- Discorso und Lex Dei: Die Entstehung neuer Denkrahmen im 16. Jahrhundert und die Wahrnehmung der französischen Religionskriege in Italien und Deutschland. Vandenhoeck & Ruprecht, Göttingen 2006, ISBN 978-3-525-36067-5.
- (Hrsg.): The Dark Side of Knowledge. Histories of Ignorance, 1400–1800. Brill, Leiden/Boston 2016, ISBN 978-90-04-32512-8.
- mit Vincenzo Lavenia (Hrsg.): The Fruits of Migration. Heterodox Italian Migrants and Central Europe – 1550-1620. Brill, Leiden/Boston 2018, ISBN 978-90-04-34566-9.
- (Hrsg.): The Power of the Dispersed. Early Modern Global Travelers beyond Integration. Brill, Leiden/Boston 2021, ISBN 978-90-04-41248-4.